# مینوز مرکبات
مینوز مرکبات (نام علمی: Phyllocnistis citrella) حشره‌ایی است که در مناطق گرمسیر و در تمام فصل‌های سال فعالیت دارد. در زمستان در زیر برگ‌های خشک و پناهگاه‌های دیگر به سر می‌برد حشرات کامل تخم‌های خود را در سطح زیرین برگ و در داخل پارانشیم قرار می‌دهند لارو آن زیر اپیدرم برگ از پارانشیم سبز رنگ برگ و سرشاخه‌های جوان چوبی نشده تغذیه می‌نماید. مسیر حرکت لارو مارپیچی است در اثر تغذیه لارو برگ‌ها، پیچیدگی پیدا می‌کنند و سطح سبزینه برگی کاهش می‌یابد پس از آن لارو خود را به حاشیه برگ می‌رساند لبه برگ را تا می‌زند و یک محفظه شفیرگی درست می‌کند بعد تبدیل به شفیره می‌شود سپس از محفظه شفیرگی به صورت حشره کامل خارج می‌شود. دورهٔ لاروی حشره بین ۴٫۵ تا ۲۳ روز است و دورهٔ شفیرگی ۵ تا ۲۴ روز به طول می‌انجامد طول دورهٔ زندگی یک نسل آفت در شرایط مساعد ۱۲ تا ۳۰ روز می‌تواند یک نسل ایجاد نماید و به‌طور متوسط سالیانه ۸ تا ۱۱ نسل در سال داشته باشد.
مینوز لکه‌گرد (به انگلیسی :leucoptera scitella zell):
حشره‌ایی است که در دشت‌ها منتشر می‌شود لارو آن در سطح بالایی برگ درختان تاول‌های سیاه‌رنگی ایجاد می‌کند روی آن دوایر متحدالمرکز دیده می‌شود لارو آن در زمستان پیله‌های سفید و بادامی شکلی را در زیر پوسته‌های درخت ایجاد می‌کند و در آنجا به سر می‌برد در بهار لاروها به شفیره تبدیل می‌شوند. حشرهٔ ماده تخم‌های خود را در سطح زیر برگ قرار می‌دهد لاروها از تخم وارد پارانشیم برگ می‌شوند و فعالیت خود را در زیر کوتیکول سطح بالایی برگ‌ها شروع می‌کنند لارو کامل وقتی دورهٔ تغذیه را کامل کرد یک نقطه از کوتیکول روی تاول را سوراخ می‌کند و از آن خارج می‌شود سپس تبدیل به شفیره می‌شود. این حشره تحت شرایط مختلف آب‌وهوایی دو تا پنج نسل ایجاد می‌کند.
مینوز لکه تاولی زیر برگ (به انگلیسی :lithocolletis blancardiella):
این حشره در دشت‌ها زندگی می‌کند حشره کامل شب‌پره، نقره‌ایی‌رنگ و با بال‌های باز در حدود ۸ تا ۹ میلی‌متر است روی بال‌های جلویی نوارهای کشیده و سفیدرنگی با حاشیه بلوطی دارد. در زمستان لارو کامل حشره در داخل تاول‌های خود روی برگ‌های ریخته شده در زیر درختان به سر می‌برد. در بهار تبدیل به شفیره می‌شود حشرات کامل هنگام باز شدن درختان تخم‌های پولک مانند خود را در سطح بالایی برگ‌ها قرار می‌دهند در زیر کوتیکول برگ از پارانیشیم تغذیه می‌کنند. برخلاف گونه‌های قبلی لارو کامل داخل تاول تبدیل به شفیره می‌شود و از آن خارج نمی‌شود این حشره در سال تا پنج نسل ایجاد می‌کند.

## نگارخانه

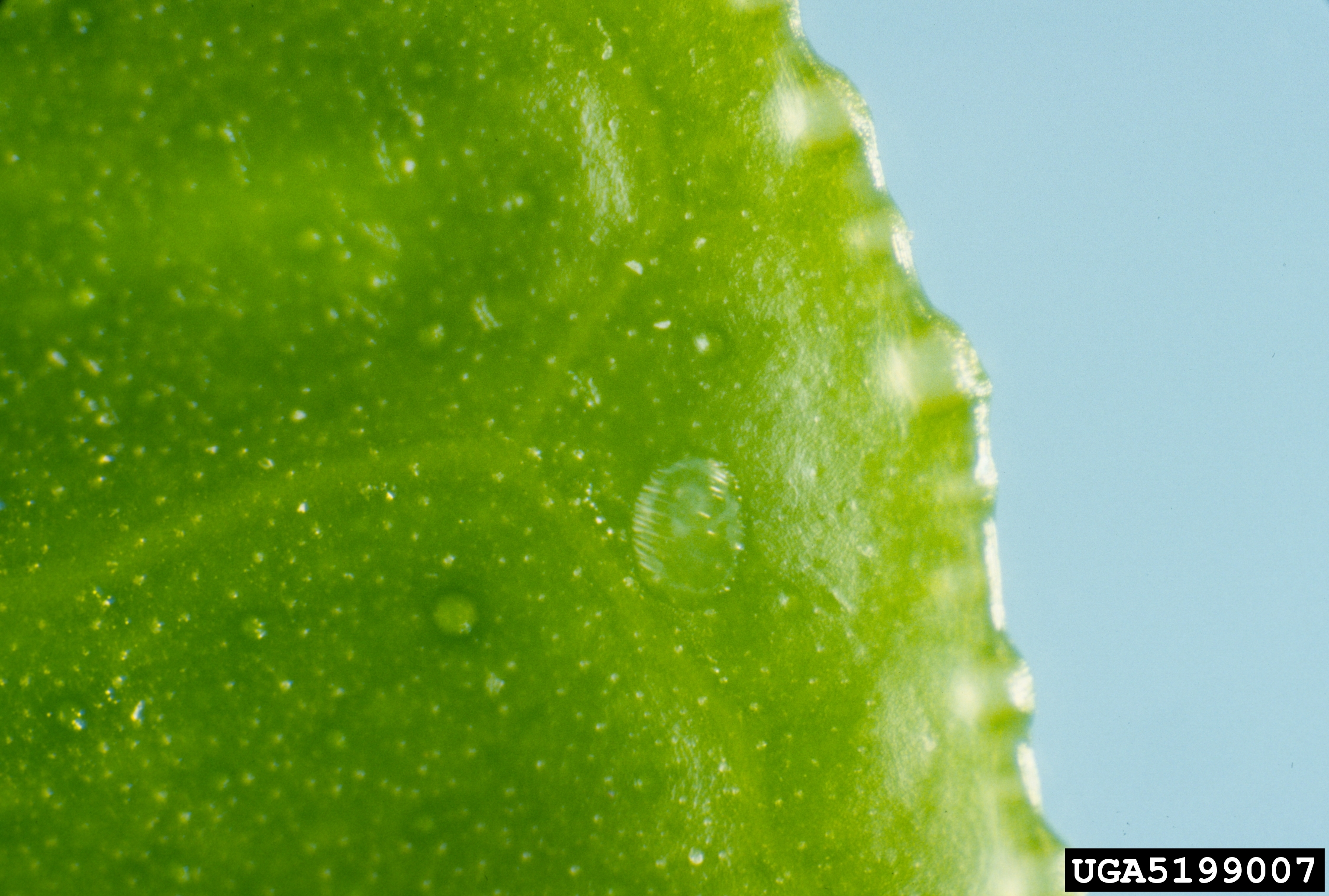
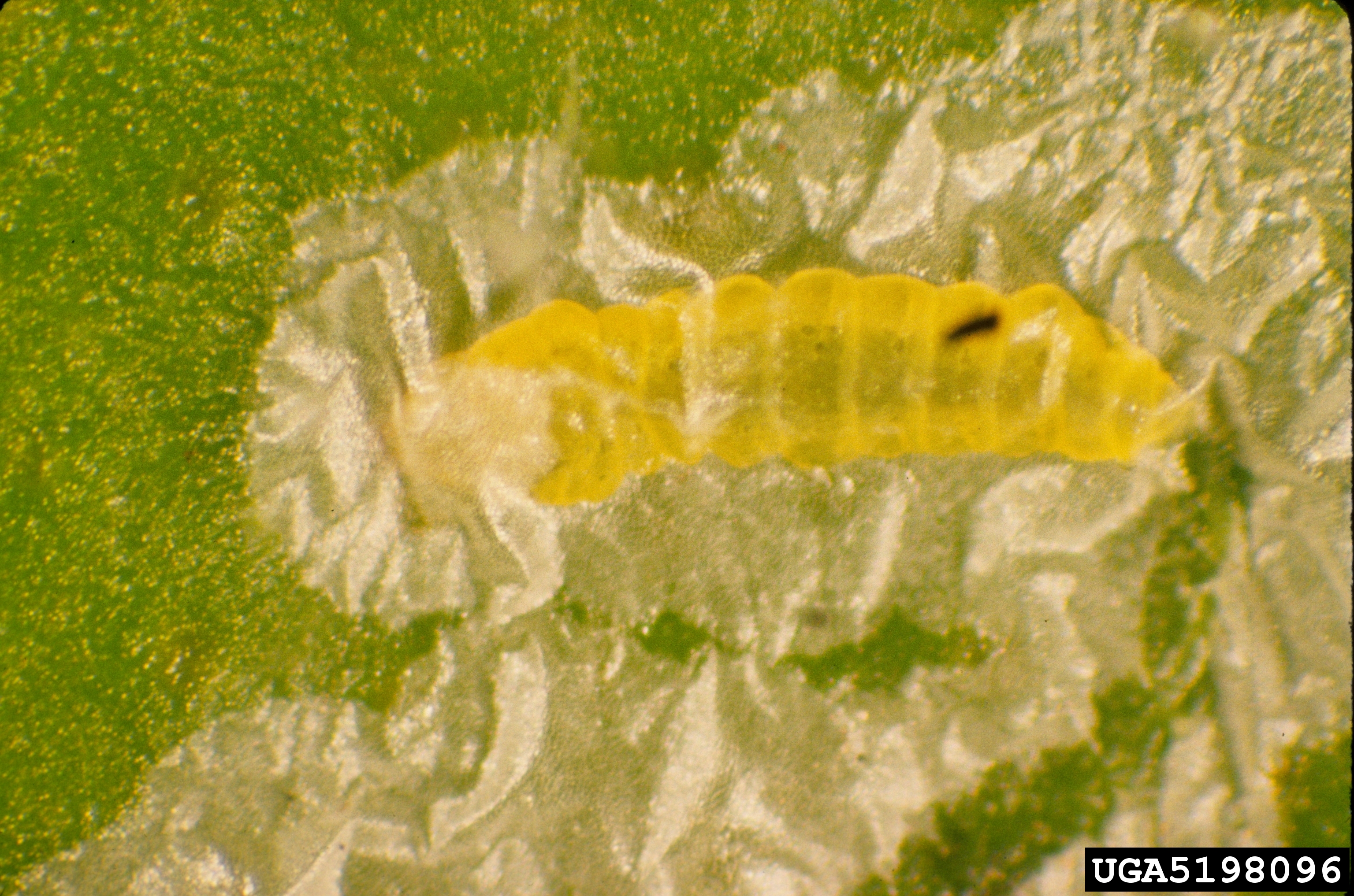
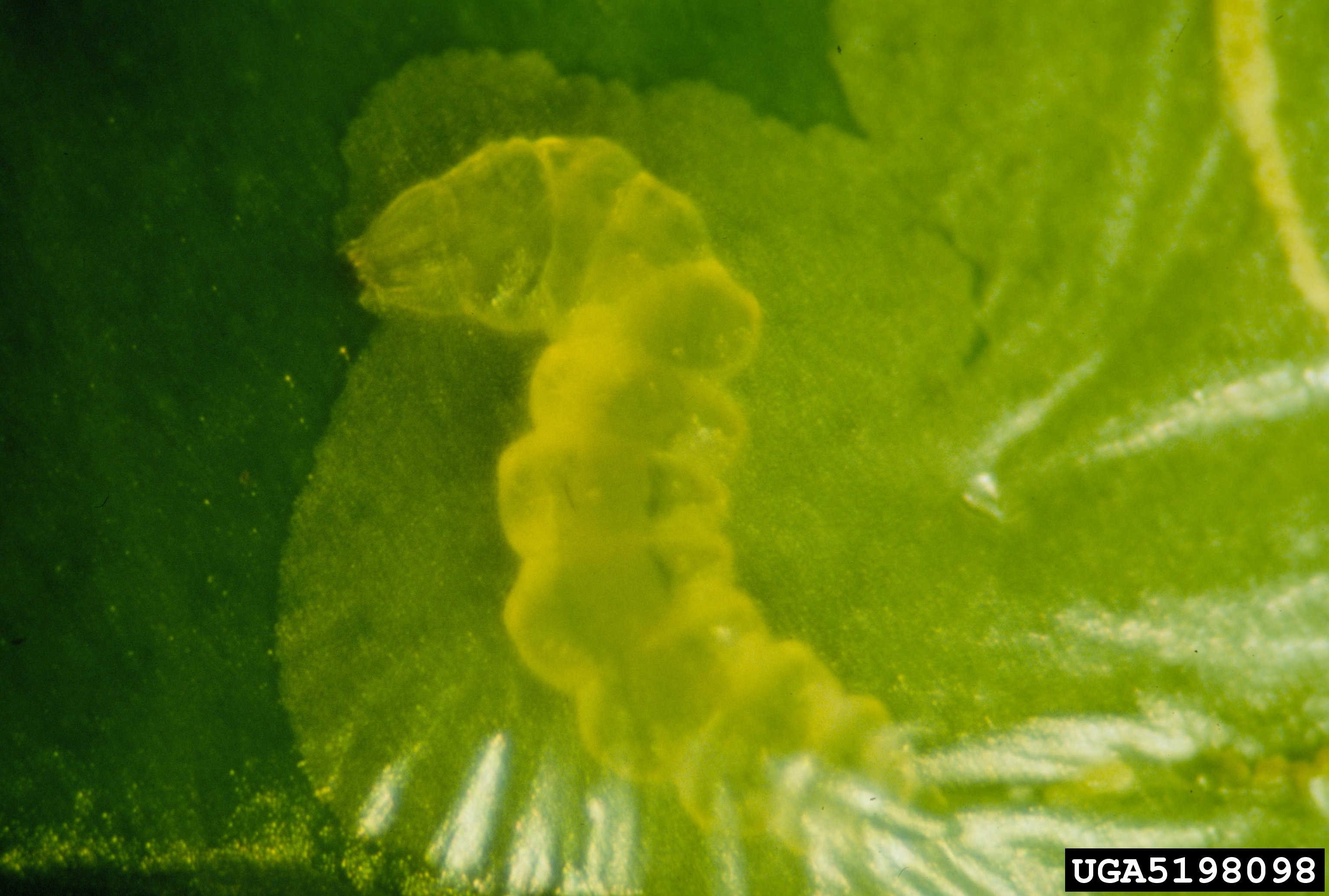
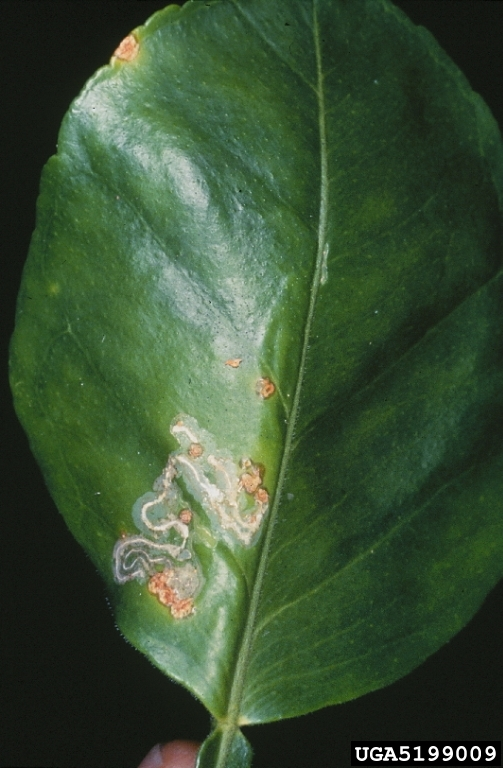
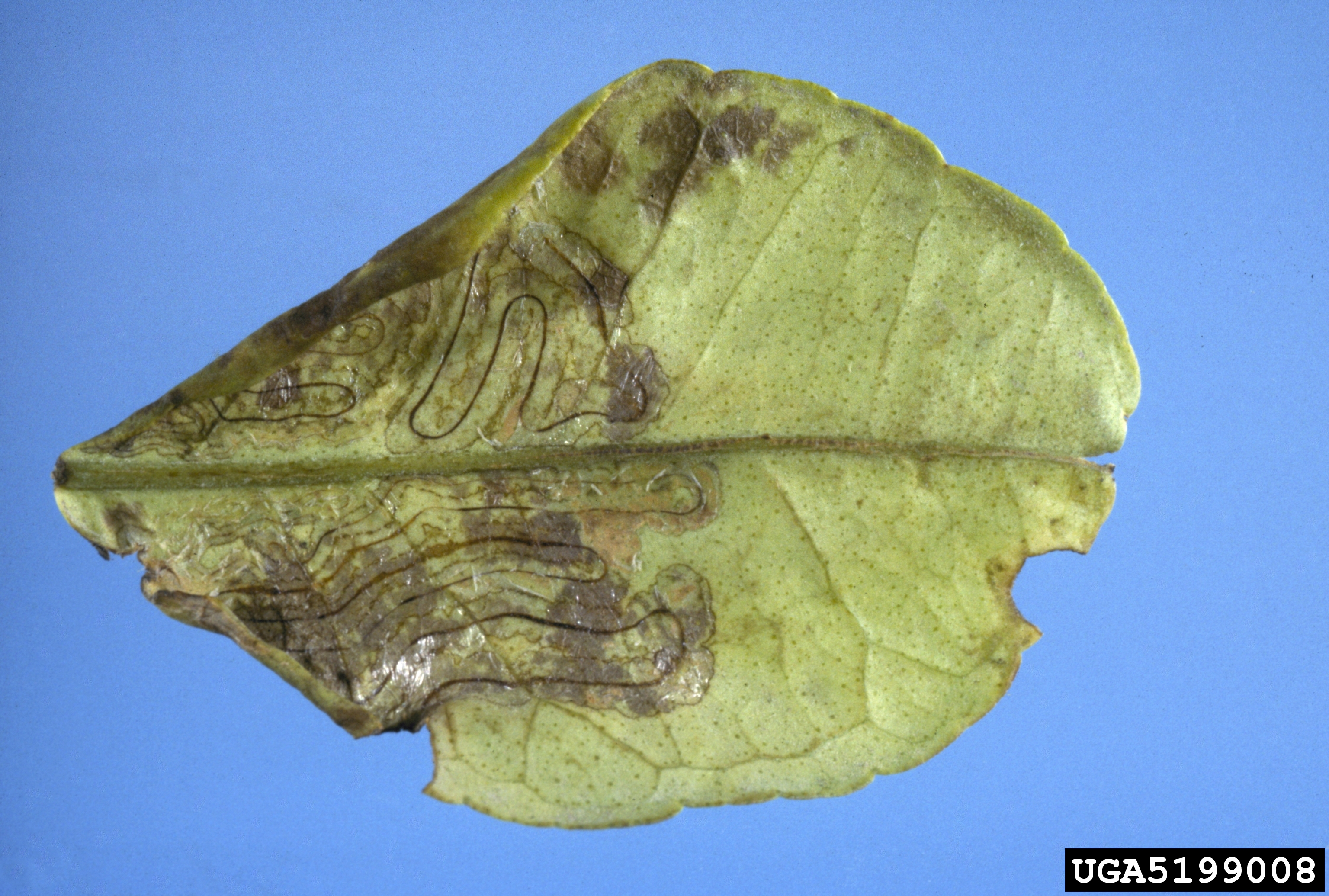
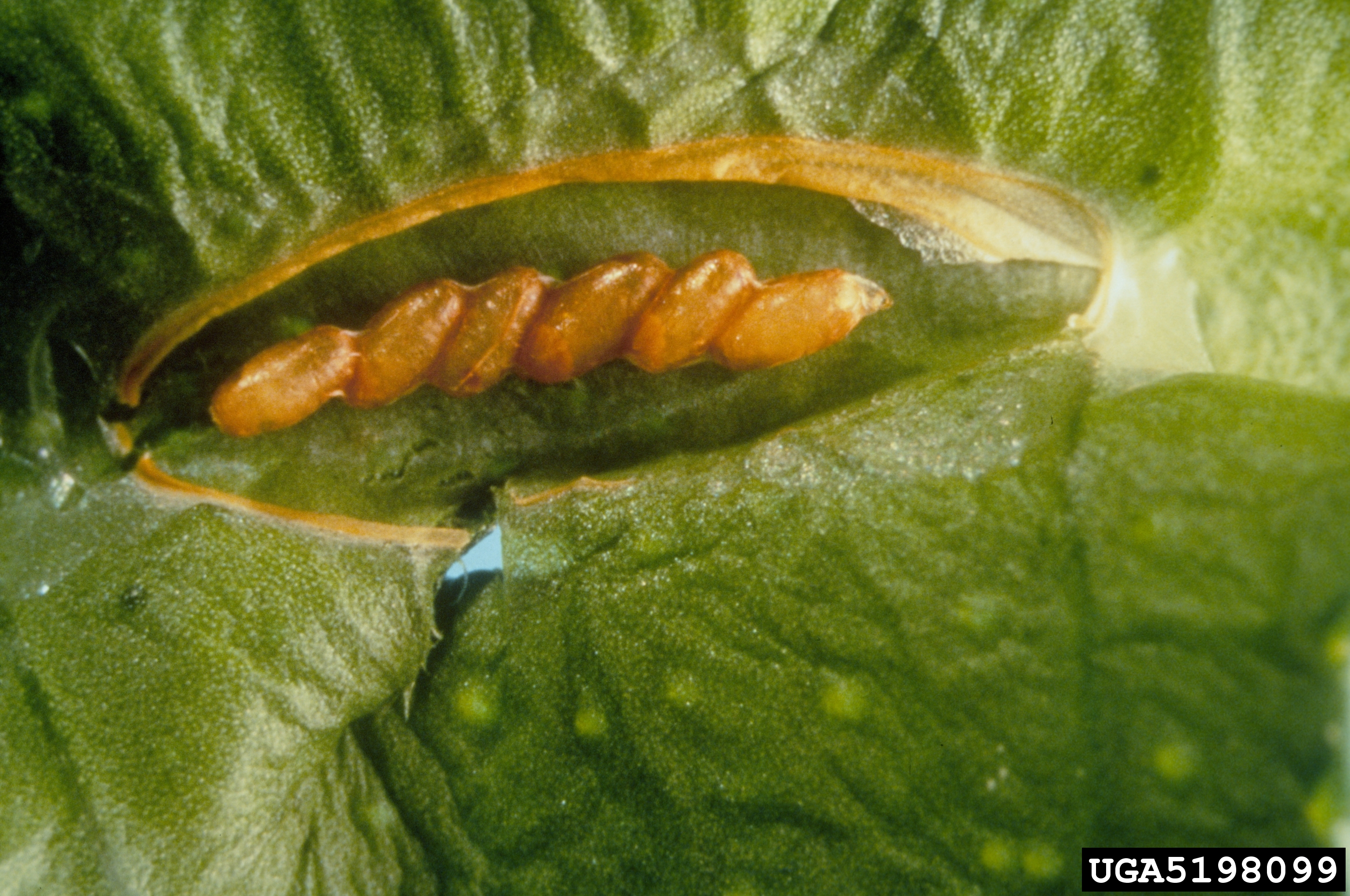